# Proyecto Carapan
La Estación Experimental de Incorporación del Indio o Proyecto Carapan fue un proyecto educativo e indigenista llevado a cabo entre junio de 1932 y enero de 1933 en el Estado de Michoacán, México; en la zona purépecha de la Cañada de los Once Pueblos. Consistió tanto en un programa de promoción social y educación para adultos como en un proyecto de investigación sobre la realidad indígena en México. Se hizo con la finalidad de diseñar programas y políticas para lograr su integración a la nación, respetando sus valores culturales.

## Motivación
El proyecto Carapan fue uno de muchos proyectos dobles de investigación y educación que siguieron la corriente del indigenismo, cuyo fin era integrar a los pueblos indígenas al entorno social del México moderno, mejorar su calidad de vida, documentar sus realidades y experimentar para alcanzar los métodos más adecuados para lograr estos fines. El proyecto fue propuesto y llevado a cabo por Moisés Sáenz Garza, educador e indigenista mexicano, durante el período de Narciso Bassols como Secretario de Educación Pública.
El lugar del proyecto fue seleccionado, de acuerdo con Moisés Sáenz, por no ser muy accesible, pero tampoco ser cercano a centros urbanos; por tener un perfil indígena marcado pero haber sido permeado por corrientes integradoras nacionales, por no ser completamente indígena tradicional.

## Desarrollo
La Estación se estableció en el pueblo de Carapan, en la zona de la Cañada de los Once Pueblos, de donde viene su nombre, en julio de 1932, después de que Moisés Sáenz y su equipo visitaran por primera vez el área el mes anterior. El proyecto quedó inconcluso debido a la salida de Sáenz de la Secretaría de Educación Pública (México), provocada por riñas y diferencias entre este y el secretario Bassols. La estación continuó funcionando hasta diciembre de 1933.